# Challenger Cup féminine de volley-ball
Pour les articles homonymes, voir Challenger Cup.
La Challenger Cup féminine de volley-ball (en anglais : Volleyball Women's Challenger Cup) est une compétition internationale de volley-ball féminin. Organisée par la FIVB, elle réunit des équipes provenant des cinq confédérations. Le premier tournoi a lieu en juin 2018 à Lima au Pérou.
Pour les sélections de la Confédération européenne, elle représente la compétition intermédiaire entre la Ligue européenne et la Ligue des nations, et sert de tournoi qualificatif pour la Ligue des nations.

## Histoire
La création du tournoi est annoncée en octobre 2017 par la FIVB, en même temps que la nouvelle Ligue des nations, à laquelle elle succède dans le calendrier international et pour laquelle elle sert de tournoi de qualification (en 2018 et 2019, la Challenger Cup a lieu avant les finales de la Ligue des nations, mais l'ordre est inversé en 2022). La Challenger Cup est un projet commun entre la FIVB, la société IMG et 21 fédérations nationales
La première édition a lieu à Lima au Pérou en juin 2018 et voit l'équipe de Bulgarie s'imposer 3 sets à 1 en finale face à la Colombie. Le Canada remporte le tournoi l'année suivante, également à Lima. Initialement programmées à Zadar en Croatie, les éditions 2020 et 2021 sont annulées en raison de la pandémie de Covid-19. En 2022, Zadar est à nouveau choisie pour organiser la compétition à la fin du mois de juillet 2022. La France remporte à domicile l'édition 2023, organisée à Laval. L'édition 2024, organisée à Manille, aux Philippines, est la dernière de l'histoire de la Challenger Cup, qui disparaît ensuite avec l'apparition du nouveau format de la Ligue des nations. Elle est remportée par la Tchéquie.

## Format

### Ancien format
Les six équipes qualifiées sont réparties en deux poules de trois équipes dans un format où elles se rencontrent une fois. Les deux premières équipes de chaque poule jouent les demi-finales où la première équipe de la poule A affronte la deuxième équipe de la poule B et inversement. Les deux équipes gagnantes s'affrontent en finale pour le titre de la Challenger Cup. L'équipe championne se qualifie pour la Ligue des nations de la saison suivante en tant qu'équipe challenger,.

### Nouveau format
Les huit équipes jouent des matches simples dans un format à élimination directe (quarts de finale, demi-finales et finale). L'équipe championne se qualifie pour la Ligue des nations de la saison suivante en tant qu'équipe challenger.

## Palmarès

### Résumé des résultats
| Année | Hôte                                                                             |                                                                                  | Finale                                                                           | Finale                                                                           | Finale                                                                           |                                                                                  | Match pour la 3e place                                                           | Match pour la 3e place                                                           | Match pour la 3e place                                                           |                                                                                  | Équipes                                                                          |
| Année | Hôte                                                                             | Champions                                                                        | Score                                                                            | Finaliste                                                                        | 3e place                                                                         | Score                                                                            | 4e place                                                                         |                                                                                  |                                                                                  |                                                                                  | Équipes                                                                          |
| ----- | -------------------------------------------------------------------------------- | -------------------------------------------------------------------------------- | -------------------------------------------------------------------------------- | -------------------------------------------------------------------------------- | -------------------------------------------------------------------------------- | -------------------------------------------------------------------------------- | -------------------------------------------------------------------------------- | -------------------------------------------------------------------------------- | -------------------------------------------------------------------------------- | -------------------------------------------------------------------------------- | -------------------------------------------------------------------------------- |
| 2018  | Lima                                                                             | Bulgarie                                                                         | 3–1                                                                              | Colombie                                                                         | Porto Rico                                                                       | 3–2                                                                              | Pérou                                                                            | 6                                                                                |                                                                                  |                                                                                  |                                                                                  |
| 2019  | Lima                                                                             | Canada                                                                           | 3–2                                                                              | Tchéquie                                                                         | Argentine                                                                        | 3–0                                                                              | Croatie                                                                          | 6                                                                                |                                                                                  |                                                                                  |                                                                                  |
| 2020  | Éditions prévues à Zadar en Croatie, annulées à cause de la pandémie de Covid-19 | Éditions prévues à Zadar en Croatie, annulées à cause de la pandémie de Covid-19 | Éditions prévues à Zadar en Croatie, annulées à cause de la pandémie de Covid-19 | Éditions prévues à Zadar en Croatie, annulées à cause de la pandémie de Covid-19 | Éditions prévues à Zadar en Croatie, annulées à cause de la pandémie de Covid-19 | Éditions prévues à Zadar en Croatie, annulées à cause de la pandémie de Covid-19 | Éditions prévues à Zadar en Croatie, annulées à cause de la pandémie de Covid-19 | Éditions prévues à Zadar en Croatie, annulées à cause de la pandémie de Covid-19 | Éditions prévues à Zadar en Croatie, annulées à cause de la pandémie de Covid-19 | Éditions prévues à Zadar en Croatie, annulées à cause de la pandémie de Covid-19 | Éditions prévues à Zadar en Croatie, annulées à cause de la pandémie de Covid-19 |
| 2021  | Éditions prévues à Zadar en Croatie, annulées à cause de la pandémie de Covid-19 | Éditions prévues à Zadar en Croatie, annulées à cause de la pandémie de Covid-19 | Éditions prévues à Zadar en Croatie, annulées à cause de la pandémie de Covid-19 | Éditions prévues à Zadar en Croatie, annulées à cause de la pandémie de Covid-19 | Éditions prévues à Zadar en Croatie, annulées à cause de la pandémie de Covid-19 | Éditions prévues à Zadar en Croatie, annulées à cause de la pandémie de Covid-19 | Éditions prévues à Zadar en Croatie, annulées à cause de la pandémie de Covid-19 | Éditions prévues à Zadar en Croatie, annulées à cause de la pandémie de Covid-19 | Éditions prévues à Zadar en Croatie, annulées à cause de la pandémie de Covid-19 | Éditions prévues à Zadar en Croatie, annulées à cause de la pandémie de Covid-19 | Éditions prévues à Zadar en Croatie, annulées à cause de la pandémie de Covid-19 |
| 2022  | Zadar                                                                            |                                                                                  | Croatie                                                                          | 3–1                                                                              | Belgique                                                                         |                                                                                  | Porto Rico                                                                       | 3–1                                                                              | Colombie                                                                         |                                                                                  | 8                                                                                |
| 2023  | Laval                                                                            |                                                                                  | France                                                                           | 3-1                                                                              | Suède                                                                            |                                                                                  | Colombie                                                                         | 3-1                                                                              | Ukraine                                                                          |                                                                                  | 8                                                                                |
| 2024  | Manille                                                                          |                                                                                  | Tchéquie                                                                         | 3–1                                                                              | Porto Rico                                                                       |                                                                                  | Viêt Nam                                                                         | 3–1                                                                              | Belgique                                                                         |                                                                                  | 8                                                                                |

### Qualifications pour la Ligue des nations
| Année |          | Équipes Challenger restant en Ligue des Nations | Équipes Challenger restant en Ligue des Nations | Équipes Challenger restant en Ligue des Nations   | Équipes Challenger restant en Ligue des Nations |          | Équipe Challenger reléguée en Challenger Cup |  | Vainqueur Challenger Cup |
| ----- | -------- | ----------------------------------------------- | ----------------------------------------------- | ------------------------------------------------- | ----------------------------------------------- | -------- | -------------------------------------------- |  | ------------------------ |
| 2018  | Belgique | République dominicaine                          | Pologne                                         | Seulement 4 équipes Challenger dans cette édition | Argentine                                       | Bulgarie |                                              |  |                          |
| 2019  | Belgique | République dominicaine                          | Pologne                                         | Seulement 4 équipes Challenger dans cette édition | Bulgarie                                        | Canada   |                                              |  |                          |
| 2022  | Canada   | République dominicaine                          | Pologne                                         | Bulgarie                                          | Belgique                                        | Croatie  |                                              |  |                          |
| 2023  | Canada   | République dominicaine                          | Pologne                                         | Bulgarie                                          |                                                 |          | Croatie                                      |  | France                   |
| 2024  |          | Aucune                                          | Aucune                                          | Aucune                                            | Aucune                                          |          | Aucune                                       |  | Tchéquie                 |

### Tableau des médailles
| Rang  | Nation     | Or | Argent | Bronze | Total |
| ----- | ---------- | -- | ------ | ------ | ----- |
| 1     | Tchéquie   | 1  | 1      | 0      | 2     |
| 2     | Bulgarie   | 1  | 0      | 0      | 1     |
| 2     | Canada     | 1  | 0      | 0      | 1     |
| 2     | Croatie    | 1  | 0      | 0      | 1     |
| 2     | France     | 1  | 0      | 0      | 1     |
| 6     | Porto Rico | 0  | 1      | 2      | 3     |
| 7     | Colombie   | 0  | 1      | 1      | 2     |
| 8     | Belgique   | 0  | 1      | 0      | 1     |
| 8     | Suède      | 0  | 1      | 0      | 1     |
| 10    | Argentine  | 0  | 0      | 1      | 1     |
| 10    | Viêt Nam   | 0  | 0      | 1      | 1     |
| Total | Total      | 5  | 5      | 5      | 15    |

### Apparitions
| Équipe      | 2018 (6) | 2019 (6) | 2022 (8) | 2023 (8) | 2024 (8) | Total |
| Argentine   | -        | 3e       | -        | -        | 8e       | 2     |
| Australie   | 5e       | -        | -        | -        | -        | 1     |
| Belgique    | -        | -        | 2e       | -        | 4e       | 2     |
| Bulgarie    | 1er      | -        | -        | -        | -        | 1     |
| Cameroun    | -        | -        | 8e       | -        | -        | 1     |
| Canada      | -        | 1er      | -        | -        | -        | 1     |
| Colombie    | 2e       | -        | 4e       | 3e       | -        | 3     |
| Croatie     | -        | 4e       | 1er      | 7e       | -        | 3     |
| France      | -        | -        | 5e       | 1er      | -        | 2     |
| Hongrie     | 6e       | -        | -        | -        | -        | 1     |
| Kazakhstan  | -        | -        | 7e       | -        | -        | 1     |
| Kenya       | -        | -        | -        | 6e       | 5e       | 2     |
| Mexique     | -        | -        | -        | 5e       | -        | 1     |
| Pérou       | 4e       | 5e       | -        | -        | -        | 2     |
| Philippines | -        | -        | -        | -        | 7e       | 1     |
| Porto Rico  | 3e       | -        | 3e       | -        | 2e       | 3     |
| Suède       | -        | -        | -        | 2e       | 6e       | 1     |
| Taïwan      | -        | 6e       | -        | -        | -        | 1     |
| Tchéquie    | -        | 2e       | 6e       | -        | 1er      | 3     |
| Ukraine     | -        | -        | -        | 4e       | -        | 1     |
| Viêt Nam    | -        | -        | -        | 8e       | 3e       | 2     |

Légende
- Pays hôte
- Vainqueur
- Finaliste
- Médaillé de bronze

Q : Qualifié pour le tournoi à venir